# Нерівність Вейля
Нерівність Вейля — в лінійній алгебрі це теорема про зміну власних значень ермітової матриці при збуренні.

## Теорема
Якщо {\displaystyle A,B} ермітові матриці в просторі зі скалярним добутком {\displaystyle V} розмірності {\displaystyle n}, власні числа яких занумеровані по спаданню {\displaystyle \lambda _{1}\geq ...\geq \lambda _{n}} (вони як відомо є дійсними числами), то
{\displaystyle \lambda _{i+j-1}(A+B)\leq \lambda _{i}(A)+\lambda _{j}(B)\leq \lambda _{i+j-n}(A+B)}.
Для доведення нерівності використовується теорема про мінімакс.
Нерівності Вейля показують, що спектр ермітової матриці є стабільним при збуренні, а саме:
{\displaystyle \lambda _{k}(A+B)-\lambda _{k}(A)\in [\lambda _{n}(B),\lambda _{1}(B)]}
{\displaystyle |\lambda _{k}(A+B)-\lambda _{k}(A)|\leq \|B\|_{op}},
де 
{\displaystyle \|B\|_{op}=\max(|\lambda _{1}(B)|,|\lambda _{n}(B)|)} — операторна норма.
На жаргоні, це звучить так: {\displaystyle \lambda _{k}} є Ліпшицево-неперервним в просторі ермітових матриць з операторною нормою.